# Wladimir Jakowlewitsch Lifschiz
Wladimir Jakowlewitsch Lifschiz (* 2. August 1938; russisch Владимир Яковлевич Лифшиц, englische Transkription Vladimir Livshitz) ist ein Wissenschaftler, Sachbuchautor, Trainer und ehemaliger Badmintonspieler aus der Sowjetunion. 

## Karriere
Wladimir Lifschiz erwarb sich besondere Verdienste beim Aufbau des Badmintonsports in der Sowjetunion. Als Spieler gewann er zwei nationale Titel, noch bedeutender sind jedoch seine Tätigkeiten als Autor, Wissenschaftler und Funktionär einzustufen. So schrieb er eine der ersten umfangreicheren Publikationen in russischer Sprache über Badminton, trainierte acht spätere Meister und bekleidete hochrangige sportliche Ämter auf nationaler und internationaler Ebene.